# 少女前线：云图计划
《少女前线：云图计划》，又名為《少前：云图计划》，是由散爆网络开发的Roguelike手机游戏，于2021年9月23日公測。本作为《少女前线》衍生作品，游戏中玩家将扮演“云图计划”项目负责人“教授”，带领外表与人类极为相似的智能机器人——“人形”与名为“净化者”的敌人战斗，并探寻云图计划背后的真相。

## 玩法
《少女前線：雲圖計劃》採用了自走棋和Roguelike兩種玩法，也帶有模擬養成的元素。遊戲中玩家将扮演的“云图计划”项目负责人“教授”，各关卡被称为“扇区”，教授需要带领人形们在扇区中与名为“净化者”的敌人对抗。战斗为自走棋类型，玩家无法操控战斗中的角色，但可以使用多种方式进行支援。例如战斗中人形行动和造成伤害都会积攒全队共享的“终极能量”，“终极能量”达到一定程度后，玩家可指定人形释放名为“终极技”的技能，各人形的“终极技”各不相同，可能成为扭转战局的关键。
在戰鬥部分，遊戲中有一套「函數系統」，玩家可以在戰前部署「函數連鎖」，不同的組合能讓角色有屬性加成，戰場增加新機制或者角色增加技能。在戰鬥過程中，玩家能透過一些素材開啟「超頻」系統，讓該場戰鬥中的角色有一定的屬性加成，或者增加戰鬥後的收穫。遊戲设有動態結算系統，讓玩家可以在攻略關卡期間看到收穫，同時可以隨時中斷戰鬥進行結算。遊戲的角色獲取，除了劇情中獲取之外，大部分角色可通过名为“心智检索”的抽卡方式獲得，重複獲得的角色會變成角色碎片，集齊一定角色碎片能讓角色品階提升。遊戲中的角色的初始狀態有不同品階，所有角色都能升級到最高品階。

## 剧情
《少女前線：雲圖計劃》的故事發生於《少女前線》主線劇情的四年之前，講述《少女前線》中用於備份「戰術人形」心智的「心智雲圖」系統的開發故事。故事世界觀和《少女前線》有關聯，同時也相對獨立。
2045年，由于北兰岛事件导致的各国间矛盾激化，为了争夺干净的土地和粮食，第三次世界大战爆发。2051年，第三次世界大战停战，战后的世界大量区域遭到污染，对被污染区域的利用、开发需求，直接促进了机器和人工智能技术的进步。
2053年，退伍军人克鲁格创立了格里芬军事安全承包商，同年量子科技研究机构42Lab与I.O.P公司在人形研究领域达成了深度合作，共同进行次世代人形的开发，“人形”为2033年开始研制的一类特定机器人的统称，外表与人类极为相似，同时智能极高的机器人。
2057年，42Lab启动了“心智云图”项目，旨在将自律人形的心智数据上传至云端“麦戈拉”备份，并通过与各大企业和研究机构合作等方式，选拔各种自律人形参与项目。然而在2060年時，42Lab進行第一次大規模正式測試，將人形心智都上传至云端，卻發生了一场被稱為“歸零事件”的事故，导致这些人形的本地素体与云端断开了连接，所有参与实验的人形心智迷失在“麦戈拉”的扇区之中。
2063年，玩家所扮演的角色為格里芬的指揮官，受帕斯卡博士的委託，借用“云图计划”项目负责人“教授”的權限與身分，将自己的意识上传至“麦戈拉”云端，寻回所有失联的人形心智，并探寻云图计划背后的真相。

## 開發
2020年5月，散爆網路舉辦《少女前線》發行四週年紀念直播上，製作人羽中公佈了四款基於《少女前線》世界觀的遊戲製作計劃，其中就包括《少女前線：雲圖計劃》，官方亦披露這將會是一款有角色成長及探索要素的Roguelike作品。10月製作組首次展開玩法測試，並針對玩家反饋進行了調整，包括降低了遊戲中養成角色的難度，調整了抽卡系統。2021年1月，製作人羽中接受4Gamer访谈中表示，《少女前線：雲圖計劃》旨在成为以《少女前線》過去世界作為舞台，遊戲性較為簡單，讓玩家輕鬆接觸的作品。遊戲的研發團隊有50人，成員除了《少女前線》初創的核心成員，還有來自其他遊戲廠商的骨幹成員。2021年3月開始製作組參考之前的測試經驗，決定加速迭代，每週根據測試玩家的反饋對遊戲體驗進行優化。2021年5月3日，在中国船舶馆举行的“上海·少前嘉年华-暨《少女前线》五周年庆典”上，制作组宣布游戏中将提供3D化宿舍系统，宿舍系统继承了《少女前线》的宿舍风格和DIY要素，玩家可通过虚拟摇杆控制自己在宿舍中行走。2021年8月，製作組決定增設遊戲序章，作為教學關卡，並且再度降低遊戲的養成要求，讓玩家可以更順暢推進遊戲主線劇情。
遊戲核心玩法為Roguelike，製作組有刻意弱化戰鬥的操作成本，在遊戲中提供存檔功能，方便玩家無限重試戰鬥，戰鬥的核心還選用全自動的模式。此外為了照顧不熟悉Roguelike玩法的玩家，降低上手成本，製作組移除了部分中後期的複雜玩法，同時也提供「困難模式」給玩家挑戰。遊戲的關卡系統設計方面，製作組有參考《魔兽争霸III：混乱之治》的关卡编辑器，計劃推出工具給玩家自行設計關卡，所以在一開始搭建底層框架時就考慮各種兼容和擴展性。而每個章節中會新增不少於一個的新地圖機制，以保持玩家的新鮮感。在後期版本中，製作組在版本活動中增加了科技树系統，能給與玩家臨時增益，這種設計旨在降低新玩家參與活動的門檻。2.0版本後，製作組增加了類似戰棋的「多隊伍」和「大地圖」模式。
在好友系統方面，《雲圖計劃》和《少前》的系統基本一致，製作組計劃國服全平台全渠道使用同一個服務器，數據互通，而在核心玩法完善之後，會設計讓玩家合作的PvE的玩法。
在美術設計方面，製作組在測試階段收到玩家反饋遊戲調色飽和度太高後，有重新調整了配色。為了突顯關卡頭目的形象，製作組參考了大型多人在线角色扮演游戏的風格，為頭目設計獨立的血條和特別的技能。遊戲的角色設計，部分交由原《少女前線》角色設計的畫師負責，如药锅锅等。
遊戲的劇本方面，在故事早期的部分，製作組刻意使用單元劇的方式進行，以方便講述遊戲的世界觀。製作組計劃在遊戲主線劇情趨於穩定之後，會製作大量支線劇情和個人副本，以補全角色的背景故事，讓角色形象更為豐滿。而活動的劇情設計上，製作組原計劃會讓活動劇情與主線劇情獨立，避免新玩家由於活動劇情而劇透後期主線內容，後來改為活動的劇情銜接當前遊戲最新的主線劇情，活動關卡會在遊戲中保留。遊戲正式上線後，討論和研究遊戲劇情的玩家變多，製作組發現有部分玩家從官方發佈的資訊中推測出新活動的全部劇情，製作組表示會考慮根據社區的反應，對計劃中的劇情進行調整。在遊戲2.0版本後，製作組認為玩家已經對遊戲世界觀有一定了解，劇情設計轉為長線劇情。
在反作弊方面，製作組使用了完整的戰鬥錄像校驗方式，理論上能百分百還原玩家的所有行為，由於這種方式存儲的數據較多，遊戲無法馬上識別玩家的作弊行為，會在後台完成校驗後才識別出玩家是否作弊並實施封禁。

## 发行
自2020年5月公佈《云图计划》的開發計劃後，同時遊戲在TapTap上架並展開預約。2021年1月28日至31日，《少女前线：云图计划》参展2021台北國際電玩展，營運團隊表示遊戲預計於2021年推出。2021年6月11日，《少女前線：雲圖計劃》的移動端獲得國家新聞出版署批出的遊戲版號，遊戲正式滿足在中國大陸發行的要求。9月7日，官方正式公佈遊戲將於9月23日展開公測。在遊戲公測前半年，官方投放了2189組廣告，其中以騰訊平台為主。游戏原声音乐随公測同步上线Apple Music，共包括22首歌曲，约55分钟。
2022年11月遊戲相繼推出海外版，其中遊戲國際服於同年9月20日展開預註冊，11月21日正式公測。遊戲的港台代理發行商為沛羽數位娛樂，港台服於同年10月25日展開封閉測試，11月23日正式上線。韓國服代理商為Haoplay，於11月23日公測。日本服11月24日上線，同時期官方在Pixiv展開同人創作比賽。海外宣傳和彩虹社及网络主播合作，國際服還邀請樂隊Owl City創作英文主題曲。

## 評價及反響
遊戲在測試階段在TapTap曾獲得9.5分（10分滿分），遊戲公測之後降低至7分。中國大陸服公測前遊戲全平台預訂量約200萬，公測首周登顶iOS免费榜首榜，畅销榜第12位，首日TapTap平台下載量24萬次。步入10月遊戲排名大幅度下跌，自10月6日就跌到免費榜200名之外。遊戲在韓國和台灣發佈首日後登上App Store免費榜首位，日本服上線首日登上App Store和Google Play免費榜首位。
inven、Monday News、Consumertimes和手游那点事對美術評價較為正面，手游那点事評論員Yami認為遊戲的美術設計和《少女前線》的風格保持一致，遊戲的UI設計上與《少女前線》相比更為扁平化，符合《云图计划》的世界观处在虚拟网络系统的设定。inven評論員表示作品前作角色為2DQ版形象，該作角色的3DQ版形象延續了前作的Q版的可愛之處。Consumertimes評論員稱讚了角色的Live2D立繪和3D造型，同時批評玩家和角色的互動內容與同期遊戲相比偏少。
玩法方面，Monday News評論員認為遊戲節奏太慢，每一輪戰鬥都很耗時，雖然遊戲提供自動戰鬥模式，但是角色技能的釋放還是要玩家自行操作。後期大量關卡，體驗很沉悶。inven和Consumertimes均稱該作是典型的「盆景遊戲」，inven評論員表示遊戲為了控制戰力膨脹和玩家的遊戲進度，玩家每天可進行的操作有限。Monday News評論員批評戰鬥體驗不佳，不過他也稱讚釋放技能的動畫很棒。